# 소녀왕
소녀왕(少女王)은 김연주 작가의 첫 장편 만화이다.

## 개요
본래 대원씨아이에서 발행했던 아동순정지에서 연재를 했었으나 잡지가 폐간되면서 연재가 한때 중단되었다가 후에 같은 출판사의 청소년 순정지 이슈로 자리를 옮겨 연재를 재개하였다. 단행본은 이전에 '해피BOOKS'라는 로고를 달았으나 이슈로 연재를 하게 된 후로는 '이슈코믹스' 로고로 발행되었다. 제목글씨는 한글이 아닌 한자 '少女王'으로 지정되어 발행되었다.

## 등장인물
쥰 나르시크
빛의 여왕 후보로써, 세즈루를 주워온 사람. 불같은 성격에 밝고 명랑하다. 어렸을 적에 유리 샤우어에 의해 여왕이 된다면 단명할 것이라는 예언을 받고, 그 사명에 의해 자신의 어머니, 딸을 잃고 사위까지 잃은 할머니인 이시노프 시헤나에게 이끌려 시골로 도망갔다. 하지만 결국 로히니 학원으로 돌아와 스펜타 마이니아를 손에 넣고 여왕 후보 1순위로 등극하였다. 지브릴테여왕이 왕궁에 쳐들어온 마족에 의해 죽자, 스펜타마이니아에 의해 여왕이 된다. 후에 마왕을 봉인하다 이계의 나락으로 떨어졌고, 그곳에서 자신을 만나기전의 세즈루와 다시 만난다(어렸을 때 모습으로 봉인되어 있음.) 그리고 세즈루를 어렸을 때의 자신에게 보낸다.
세즈루 네이
마왕의 조각 중 하나. 남자아이로써, 쥰이 뒷동산에서 울고있을 때 데리고 와 9년동안 같이 살아옴.항상 누군가를 기다리고 있었음(사실은 쥰이다.). 마족이지만 강력한 성력으로 기운이 가리워져서 쥰과 함께 로히니에 입학하게 된다. 특기는 검술이다. 마족임을 인식하게 됨으로써 쥰과 지낸 시간을 잊게 된다.
루시아 루페르
빛의 여왕 후보 1순위였으나, 쥰에게 자리를 내어주게 된다. 도도하고, 차갑지만 그런만큼 속마음은 여리다. 세즈루를 짝사랑했지만, 마족과 빛의 여왕후보라는 벽에서 갈팡질팡한다.
유리 샤우어
세기의 눈이라는 칭호를 받아 어릴 적부터 신관에서 길러진 빛의 신의 최고사제. 어릴 적에 본인의 미래를 보는 힘으로 미뉴엘을 잃은 후, 대신관님과 상의 끝에 힘을 봉인하는 성력봉인구(매일 하고 나온 십자귀걸이)에 힘을 봉인한다. 바로 다음 날 여왕과 대신관의 허락하에 신전에서 도망쳐 시골에서 살아가지만, 메이옌 시뇨라에게 들켜 성도로 돌아오게 된다.
메이옌 시뇨라
적의 기사단장이다. 차갑고 쌀쌀맞으며, 쥰에게 찍혔다. 뛰어난 검술을 가지고 있다. 유리 샤우어와 미묘(?)한 관계. 유리를 성도로 다시 되돌아오게 한 사람.
지브릴테
빛의 여왕. 쥰의 어머니인 일리안 시헤나와 쥰의 유모인 헤케이트 디란트라와 학창 시절 친구였다. 세즈루의 정체를 알고 있던 인물. 유리에게서 자신의 운명을 듣게 되어, 결국은 그 운명대로 죽는다. 쥰가 세즈루가 어떻게 되게 될지를 미리 알고 있었던 듯.
샤오시엔트
마왕. 처음에 곰돌이의 모습으로 쥰에게 여왕의 로드(스펜타 마이니아)를 전해줬다. 400여 년 전 여왕인 이노시아와 사랑을 나눴지만, 어쩐 일인지 그녀에게 봉인당하였다. 봉인이 풀려나 세즈루를 찾지만, 후에 쥰에게 다시 봉인당한다.
이노시아
400여 년 전의 빛의 여왕 마왕의 연인이었지만 마왕을 조각내 봉인한다. 세즈루를 만든 장본인.

## 세계관
마족
통상적으로 인간보다 오래 살고,감정을 느끼지 못하며, 훨씬 강하다. 인간과 같은 지적생명체이지만, 빛의 신을 믿지 않으며, 오래전부터 인간과의 싸움을 계속해왔다. 400년 전 여왕이 마왕을 봉인함으로써, 마족들은 자신들의 영역에서만 살게 된다. 파충류와 비슷한 특유의 눈을 가지고 있으며, 눈 밑에 마족의 표식인 문신 있다.마족의 표식은 모두 다는 형태이다.
인간
마족과 대립해 왔으며, 주로 성력을 무기로 싸운다.
성력
인간 중 일부만 소유하고 있으며, 능력과 힘은 천차만별이다. 나라에서 성력을 가진 사람은 매우 우대해주고 있으며 로히니학원에 입학시켜 특수교육을 시킨다. 주로 신관과 성기사, 마법사가 된다.성력을 가진 자는 국가에 의무적으로 봉사 해야 하며 국가의 부름을 받고도 숨거나 달아나면 반역으로 간주된다.
마법
소녀왕 안에서의 마법은 마족들의 마력과 인간의 성력에 바탕을 둔 힘을 뜻한다.
빛의 여왕
인간들의 수장이며, 종신제이다. 한시대에 단 한명만 빛의 여왕이 될 수 있으며 후보는 총 7명이다. 여왕이 되지 못한 후보생들은 평생을 변방의 할일 없는 수도원에서 기도를 하며 살게 된다.

## 출판정보
대원씨아이의 이슈에서 연재되고 출판되었으며 총 8권으로 완결되었다.
1. 2003년 1월 6일, ISBN 89-528-5377-6
2. 2003년 5월 31일, ISBN 89-528-5974-X
3. 2004년 9월 15일, ISBN 89-528-8256-3
4. 2005년 1월 30일, ISBN 89-528-8883-9
5. 2005년 5월 30일, ISBN 89-528-9467-7
6. 2005년 9월 30일, ISBN 89-5963-006-3
7. 2006년 5월 30일, ISBN 89-5963-993-1
8. 2006년 8월 15일, ISBN 89-252-0210-7

## 같이 보기
- 김연주
- PLATINA
- Fly
- Nabi
- 순애보
- messenger
- 성도체스터 살인사건
- 윙크(만화출판사)